# Johan Ferrier
Johan Ferrier (ur. 12 maja 1910 w Paramaribo, Surinam, zm. 4 stycznia 2010 w Oegstgeest, Holandia) – polityk surinamski, ostatni gubernator Surinamu w latach 1968–1975 i pierwszy prezydent niepodległego kraju w latach 1975–1980. Został obalony przez zamach stanu. Premier kolonii Surinam od 16 kwietnia 1955 do 16 lipca 1958.

## Życiorys
Johan Ferrier karierę polityczną rozpoczął w 1946, był jednym z założycieli Narodowej Partii Surinamu. Do 1948 był jednym z członków Rady Narodowej. 
W 1950 wyjechał do Europy, gdzie ukończył studia na Uniwersytecie Amsterdamskim, uzyskując tytuł doktora w dziedzinie pedagogiki. Następnie wrócił do swojej ojczyzny, gdzie w latach 1955-1960 obejmował stanowisko premiera.
Gdy w 1975 Surinam uzyskał pełną niepodległość od Holandii, Ferrier został pierwszym prezydentem w historii kraju. W 1980 doszło do przewrotu wojskowego w kraju. Ferrier utrzymał swoje stanowisko, ale został zmuszony do powołania na stanowisko premiera Hendricka Chin A Sena z Narodowej Partii Republikańskiej (NPR). Pięć miesięcy później miał miejsce kolejny przewrót, w czasie którego nastąpiła oficjalna zmiana prezydenta Surinamu na Chin A Sena. Ferrier opuścił kraj, udając się wraz z rodziną do Holandii. 
W 2005 ukazała się książka z jego wspomnieniami z kraju. Od holenderskiej królowej otrzymał tytuł szlachecki. Zmarł w domu, w wieku 99 lat. W 100. rocznicę jego urodzin została powołana fundacja Johana Ferriera, wspierająca inicjatywy edukacyjne i kulturalne w Surinamie, jej prezesem została córka polityka.